# Aavasaksabron

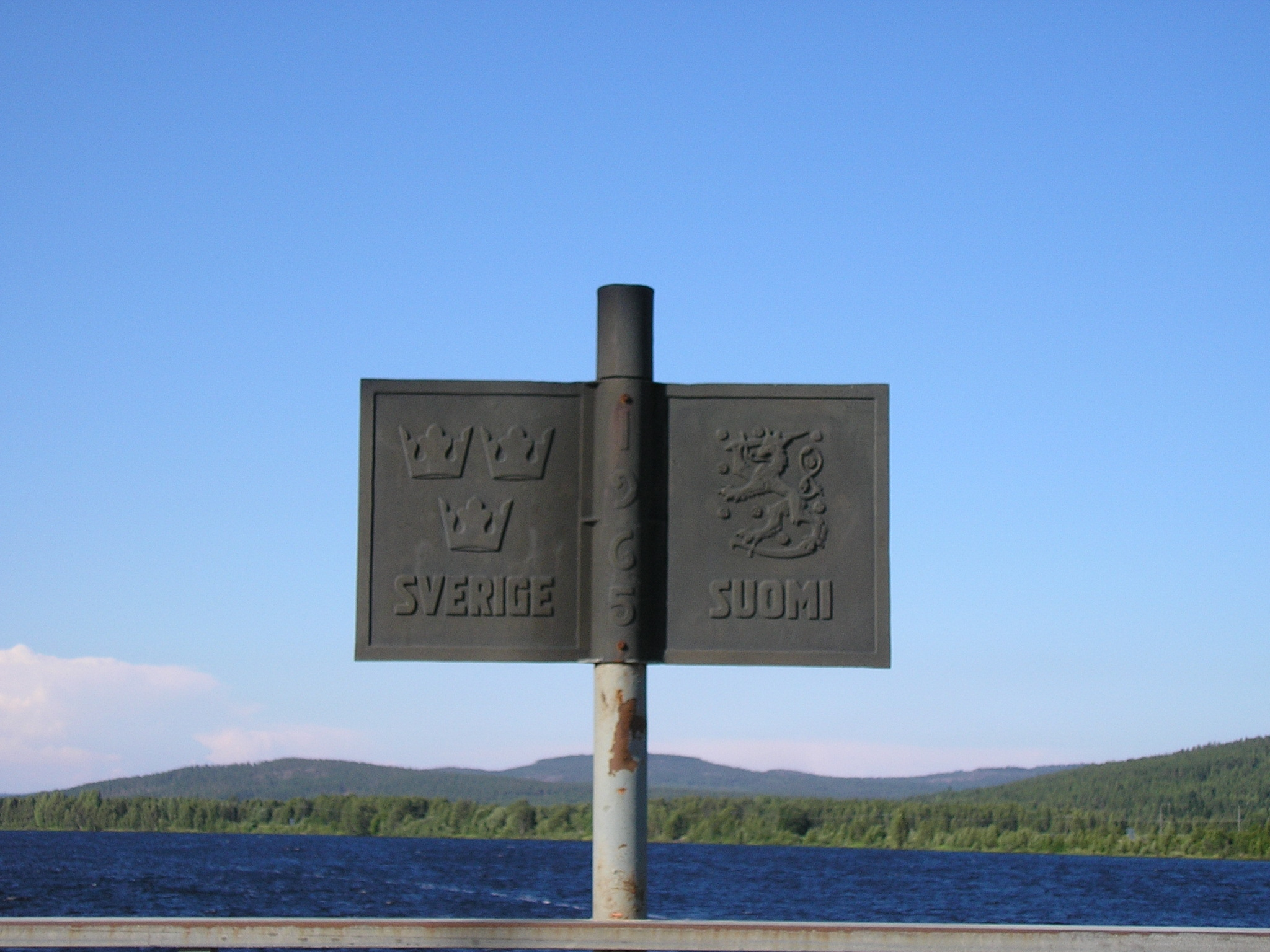
Gränsskylt på bron.

Aavasaksabron (finska: Aavasaksan silta) går över Torne älv mellan Övertorneå i Sverige och Ylitornio i Finland.